# Gonomyia lucidula
Gonomyia lucidula är en tvåvingeart som beskrevs av de Meijere 1920. Gonomyia lucidula ingår i släktet Gonomyia och familjen småharkrankar. Arten är reproducerande i Sverige. Inga underarter finns listade i Catalogue of Life.